# Moos-Milchling
Der Moos-Milchling oder Nabelige Zwerg-Milchling (Lactarius omphaliiformis) ist eine Pilzart aus der Familie der Täublingsverwandten. Es ist ein kleiner Milchling mit einem gelbbraunen bis orangebraunen Hut, dessen Huthaut im Zentrum schon bald deutlich konzentrisch rissig bis schuppig einreißt und an kleine Lacktrichterlinge erinnert. Der Milchling wächst bei Erlen.

## Merkmale

### Makroskopische Merkmale
Der dünnfleischige Hut ist 0,8–2 (2,5) cm breit, jung flach gewölbt, schon bald flach ausgebreitet und in der Mitte nabelingsartig vertieft. Die Hutmitte trägt oft einen kleinen, spitzen Buckel. Die matte Oberfläche ist jung glatt bis körnig oder kleiig und orangerötlich bis orange-ockerbraun gefärbt. Im Alter reißt die Huthaut in der Regel angedrückt kleinschuppig auf. Der Hutrand ist häufig wellig verbogen und meist bis über die Hälfte des Hutradius durchscheinend gerieft.
Die mittelbreiten Lamellen sind anfangs cremefarben, später hell rosabräunlich gefärbt und breit am Stiel angewachsen. Teilweise laufen sie auch etwas daran herab. Sie sind nicht oder nur spärlich gegabelt. Das Sporenpulver ist cremegelb.
Der zylindrische Stiel ist 1,5–3 cm lang und 0,2–0,3 cm breit. Das Innere ist hohl und die glatte Oberfläche ist satt orange- bis rotbraun gefärbt. Die Stielbasis ist bisweilen borstig behaart, die Haare sind dabei orange gefärbt.
Das ziemlich brüchige Fleisch ist cremefarben bis bräunlich gefärbt und fast geruchlos. Es schmeckt mild bis schwach adstringierend. Die milde Milch ist wässerig weiß und mehr oder weniger unveränderlich. Auf einem weißen Taschentuch kann sie nach einiger Zeit leicht gilben.

### Mikroskopische Merkmale
Die mehr oder weniger elliptischen Sporen sind durchschnittlich 8,1–8,6 µm lang und 6,4–6,8 µm breit. Der Q-Wert (Quotient aus Sporenlänge und -breite) ist 1,2–1,4. Das Sporenornament wird bis zu 0,7–1,2 (1,5) µm hoch und besteht aus isoliert stehenden und mehr oder weniger verlängerten Warzen und kurzen Graten, die mehrheitlich über feine Linien zu einem unvollständigen Netz verbunden sind. Der Hilarfleck ist deutlich und meist inamyloid.
Die zylindrischen bis keuligen, 1-4-sporigen Basidien sind 30–45 µm lang und 9–12 µm breit. Pleuromakrozystiden sind selten bis ziemlich zahlreich, spindelig bis pfriemförmig und messen 35–90 × 6–9 µm. Das obere Ende ist spitz oder geschnäbelt. Die Lamellenscheiden sind mehr oder weniger steril. Die 20–45 µm langen und 5–12,5 µm breiten Cheilomakrozystiden kommen zerstreut bis sehr zahlreich vor und sind oben spitz.
Die 50–100 µm dicke Huthaut (Pileipellis) ist anatomisch gesehen eine Mischung aus einem Hymenoepithelium und einem Epithelium und besteht aus rundlichen bis mehr oder weniger ovalen, 6–25 µm breiten Hyphenzellen, die teilweise kettenartig aneinandergereiht sind.

## Artabgrenzung
Der nabelingsartige Moos-Milchling, dessen Erscheinungsbild häufig an einen Lacktrichterling (Laccaria) erinnert, kann anhand seines orangerötlich bis orange-ockerbraun gefärbten Hutes und der schon bald schuppig aufreißenden Huthaut erkannt werden. Die durchschnittliche Sporengröße liegt zwischen der des Großsporigen Erlen-Milchling (Lactarius cyathuliformis) und der des kleinsporigeren Olivbraunen Erlen-Milchling (Lactarius obscuratus), die beide an vergleichbaren Standorten bei Erlen vorkommen. Wenn man aber die orangebräunlichen Fruchtkörper inmitten feuchter Torfmoospolster findet, kann man mit einiger Sicherheit davon ausgehen, dass es sich um den Moos-Milchling handelt, da die beiden anderen Milchlinge trockenere Standorte bevorzugen.

## Ökologie und Verbreitung

Verbreitung des Moos-Milchlings in Europa.
Legende:
grün = Länder mit Fundmeldungen
weiß = Länder ohne Nachweise
hellgrau = keine Daten
dunkelgrau = außereuropäische Länder

Über die genaue Verbreitung des Milchlings ist wenig bekannt. In Fennoskandinavien gilt er als ziemlich selten und in der Schweiz ist er laut Kränzlin nicht häufig. Nach Neuhoff (1956) soll der Milchling in Deutschland etwas häufiger sein, als der sehr ähnliche und bekanntere Olivbraune Erlen-Milchling (L. obscuratus).
Der Moos-Milchling ist ein Mykorrhizapilz, der mit verschiedenen Erlenarten vergesellschaftet sein kann. Anders als andere Vertreter der Untersektion Obscurati findet man ihn häufig in dichten Torfmoospolstern. Die Fruchtkörper erscheinen meist gesellig an feuchten Standorten auf basen- und nährstoffarmen Böden.

## Systematik
Das Taxon wurde von Lange (1928/1940) und M. Moser (1967) als Lactarius cyathula  (Fr.) Fr. (1838) bezeichnet, während Neuhoff (1956) es fälschlich Lactarius tabidus nannte. Bei Lactarius tabidus handelt es sich aber um den Flatter-Milchling, einer weit häufigeren Art, die nicht mit Erlen vergesellschaftet ist. Romagnesi sah in Frieses Lactarius cyathula ein Nomen dubium, da dessen Artdiagnose auch noch auf Lactarius lilacinus  (Lasch) Fr. (Lila Milchling) und auf Lactarius obscuratus  (Lasch) Fr. bezogen wurde. Daher gab er dem Taxon 1974 mit Lactarius omphaliformis einen neuen Namen. Der Holotyp der Art wurde von Romagnesi im Département Haute-Saône in der Nähe der Gemeinde Franchevelle gesammelt. In den beiden Taxonomie-Datenbanken Mycobank und Indexfungorum wird die orthographisch korrektere Schreibvariante Lactarius omphaliiformis verwendet.
Das Artattribut (Epitheton) "omphaliformis" ist eine Anspielung auf die nabelingsartigen Fruchtkörper, die ganz ähnlich aussehen können wie die von Vertretern aus der Gattung der Nabelinge (Omphalina).

### Infragenerische Systematik
M. Basso stellt den Milchling in die Sektion Rhysocybella. Die Sektion beherbergt kleinwüchsige Arten, die rötlichbraun bis bräunlich gefärbt sind und keinen besonderen Geruch haben. Der Hutrand ist meist deutlich gerieft. Die spärliche Milch kann bisweilen leicht und langsam gilben. Man findet die meist mit Erlen vergesellschafteten Milchlinge an mehr oder weniger feuchten Standorten.
Heilmann-Clausen ordnet den Milchling seiner Sektion Tabidi zu. Zu der Sektion gehören mehr oder weniger braunhütige Arten ohne auffallenden Geruch. Die Huthaut ist als Epithelium, Hyphoepithelium oder Trichoepithelium ausgebildet, Makrozystiden sind zumindest auf den Lamellenschneiden häufig ausgebildet, die Sporen sind meist breit elliptisch bis elliptisch.

## Bedeutung
Der Milchling gilt als ungenießbar.